# Verrà l'estate
Verrà l'estate è un brano musicale del cantante italiano Pacifico, estratto come secondo singolo dall'album Dentro ogni casa pubblicato nel 2008.

## Descrizione
Il testo di Verrà l'estate è stato scritto da Pacifico. Il brano figura la partecipazione della cantante italo-marocchina Malika Ayane, con la quale Pacifico aveva già collaborato l'anno precedente con il brano Sospesa. La canzone è entrata in rotazione radiofonica ed è stata resa disponibile per il download digitale a partire dal 22 maggio 2009.

## Il video
Il video musicale prodotto per Verrà l'estate è stato reso disponibile sul canale YouTube dell'etichetta Sugar Music il 13 luglio 2009.. Regista del video è Camila Cecchi. Il video, interamente girato in bianco e nero, vede Pacifico e Malika Ayane impegnati in sala di registrazione, durante le sessioni di Verrà l'estate.

## Tracce
Download digitale
1. Verrà l'estate - (Pacifico feat. Malika Ayane) - 3:20